# Глюкозо-6-фосфат
Глюкозо-6-фосфатът е въглехидратът глюкоза, фосфорилиран на шестия въглероден атом от ензима хексокиназа (или глюкокиназа – виж Гликолиза). Това е изключително разпространено съединение в клетката, тъй като огромната част от глюкозата, навлизаща в клетката, се фосфорилира до глюкозо-6-фосфат.
Реакцията на фосфорилиране на глюкозата е обща за всички пътища, в които глюкозата се използва в клетките. Тя осигурява задържане на глюкозата в клетките, отрицателният заряд на фосфатния остатък пречи на свързването ѝ с глюкозните преносители и осигурява по нататъшния ѝ вътреклетъчен метаболизъм.
Поради важната си роля в клетъчния метаболизъм глюкозо-6-фосфата може да поеме по най-различни пътища е клетката. Той е в началото на три изключително важни метаболитни пътя:
- гликолиза;
- пентозо-фосфатен път;
- гликогеногенеза.

В допълнение на тези катаболитни пътища глюкозо-6-фосфата може да поеме и пътя към синтез на гликоген или скорбяла. Гликогенът е енергийна резерва, съхранявана в черния дроб и мускулите при повечето многоклетъчни животни, докато тази роля при останалите организми се поема от скорбялата, съхранявана под формата на вътреклетъчни гранули.

## Получаване на глюкозо-6-фосфат

### От глюкоза
В клетката, глюкозо-6-фосфата се получава при фосфорилирането на глюкоза при шестия въглероден атом. В повечето клетки този процес се катализира от ензим хексокиназа, а в чернодробните клетки от специфичния ензим глюкокиназа. Енергията и фосфатната група са за сметка на хидролиза на един еквивалент АТФ.
| D-Глюкоза | Хексокиназа      | Хексокиназа | α-D-Глюкозо-6-фосфат |
|           |                  |             |                      |
| АТФ       | АДФ              |             |                      |
|           |                  |             |                      |
| PO3- 4    | H2O              |             |                      |
|           |                  |             |                      |
|           | Глюкозо-6-фосфат |             |                      |

Основните причини за незабавното фосфорилиране на глюкозата са: за да се избегне напускането ѝ на клетката, глюкозо-6-фосфатът е полярна молекула и не може да премине през фосфолипидния бислой; за поддържането на висок концентрационен градиент на глюкоза от външната страна на клетката.

### От гликоген
Глюкозо-6-фосфат се получава и при процеса на гликогенолиза от глюкозо-1-фосфат – първият продукт на нарязването на гликогеновия полимер.